# Брат и сестра
«Брат и сестра» (англ. Hare Rama Hare Krishna) — индийский фильм 1971 года на языке хинди. Режиссёр и автор сценария — Дев Ананд. В главных ролях: Дев Ананд и Зинат Аман. Фильм был посвящён теме упадка культуры хиппи. В фильме представлены некоторые из проблем, связанных с влиянием Запада на индийское общество: употребление наркотиков и разводы. Музыку к фильму написал Рахул Дев Бурман, а текст песен — Ананд Бакши. Фильм имел огромный успех в Индии и сделал звезду из Зинат Аман, получившей премию Filmfare за лучшую женскую роль второго плана и BFJA Award за лучшую женскую роль.

## Сюжет
В фильме рассказывается история индийской семьи Джайсвал, живущей в Монреале. Прашант (Дев Анад) и его сестра Джасбир (Зинат Аман) имеют очень хорошие отношения. Однако ссора между родителями приводит к разводу. Джасбир остается с отцом, а Прашант со своей матерью уезжает в Индию. Отец говорит своей дочери, что её мать и брат умерли. Мачеха обращается с ней жестоко, и Джасбир убегает из дома и поселяется в коммуне хиппи в Катманду. Тем временем, Прашант становится авиапилотом. Узнав о местонахождении своей сестры, он отправляется в Непал и пытается вызволить её.

## В ролях
- Дэв Ананд — Прашант Джайсвал
  - Сатьяджит — Прашант в детстве
- Зинат Аман — Джасбир Джайсвал / Джанис
  - Бэби Гудди — Джасбир в детстве
- Мумтаз — Шанти
- Прем Чопра — Дроначарья
- Раджендра Натх[англ.] — Туфан
- Мехмуд-младший[англ.] — Мачина
- Судхир[англ.] — Майкл
- Кишор Саху[англ.] — мистер Джайсвал
- Ачала Сачдев — миссис Джайсвал
- Мумтаз Бегум[англ.] — мать Шанти
- Ифтехар[англ.] — инспектор полиции
- Радж Кишор — Сакхи

## Производство
Идея создания фильма пришла к Дев Ананду во время визита в Катманду, где он стал свидетелем моральной деградации живших там хиппи.

## Саунтдрек
Композиция «Dum Maro Dum» стала одной из первых песен в Болливуде в тогда новом жанре рок-музыки. Песня стала огромным хитом и остаётся популярной в Индии и по сей день. Впоследствии ремикс на песню в электро-поп аранжировке был использован item-номере фильма «Порочный круг» 2011 года, где под неё танцует Дипика Падуконе. Также песня звучит в видеоигре GTA, в качестве песни на одной из радиостанций.
| №   | Название                                        | Исполнители                 | Длительность |
| --- | ----------------------------------------------- | --------------------------- | ------------ |
| 1.  | «Dum Maro Dum Mit Jaye Gham, Pt. 1»             | Аша Бхосле                  | 2:36         |
| 2.  | «Hare Rama Hare Krishna» (I Love You)           | Аша Бхосле, Уша Утхуп       | 3:47         |
| 3.  | «Kanchi Re Kanchi»                              | Лата Мангешкар, Кишор Кумар | 4:57         |
| 4.  | «Ghungroo Ka Bole»                              | Лата Мангешкар              | 5:02         |
| 5.  | «Hare Rama Hare Krishna, Pt. 1» (Dance Version) | Р. Д. Бурман                | 2:17         |
| 6.  | «Phoolon Ka Taron Ka»                           | Лата Мангешкар, Кишор Кумар | 6:00         |
| 7.  | «Dum Maro Dum Mit Jaye Gham, Pt. 2»             | Аша Бхосле                  | 3:39         |
| 8.  | «Ram Ka Naam Badnam Na Karo»                    | Кишор Кумар                 | 4:06         |
| 9.  | «Dekho O Diwano»                                | Кишор Кумар                 | 4:31         |
| 10. | «Hare Rama Hare Krishna, Pt. 2» (Dance Version) | Р. Д. Бурман                | 1:32         |

## Награды фильма
Filmfare Awards
- Приз в категории «Лучшая женская роль второго плана» — Зинат Аман
- Приз в категории «Лучший женский закадровый вокал» — Аша Бхосле (за песню «Dum Maro Dum»)